# Nationalitetsmärke

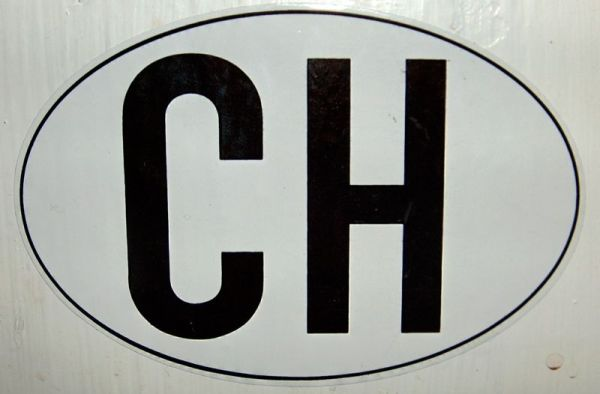
Schweiziskt nationalitetsmärke.

Nationalitetsmärke som ingår i registreringsskyltarna, enligt EU:s standard.

Nationalitetsmärke är en märkning av motorfordon och släpvagnar i internationell vägtrafik.
Märkena härstammar från en överenskommelse om internationell vägtrafik, som slöts i Paris 1909.

## Regler
Enligt den nyare konventionen om vägtrafik skapad i Wien den 8 november 1968, artikel 37, skall varje motorfordon och släpvagn i internationell trafik vara försett på baksidan med ett märke som anger i vilket land det är registrerat. Reglerna är:
1. Märket skall bestå av en till tre bokstäver ur det latinska alfabetet. Bokstäverna ska vara minst 8 cm höga och de streck de består av skall vara minst 1 cm breda. Bokstäverna skall vara svarta mot en vit bakgrund, som är ellipsformad med horisontell huvudaxel.
2. När märket bara består av en bokstav, kan ellipsens huvudaxel vara vertikal.
3. Före 2006 fick märket inte ingå i registreringsnumret eller sättas så att det kan förväxlas med registreringsnumret eller bli oläsligt. Efter ett konventionen ändrades 2006 får nationalitetsmärket även vara integrerat i registreringsskylten. Nationalitetsmärket skall då förses på skylten både fram och bak, och märket kan även visa ett nationellt symbol (så som flagga), eller symbol av en ekonomisk organisation landet är medlem av (till exempel EU-flaggan). Nationalitetsmärket skall placeras längst till vänster eller höger på skylten, och det ska vara enkelt att skilja nationalitetsmärket från själva registreringsnumret, genom till exempel använda en annan bakgrundsfärg eller ett streck.[2]
4. På motorcyklar och dess släpvagnar skall ellipsens axlar vara minst 17,5 cm och 11,5 cm. På andra motorfordon och dess släpvagnar skall dimensionerna vara minst
  - 24 cm och 14,5 cm om märket består av tre bokstäver
  - 17,5 cm och 11,5 cm om märket består av färre än tre bokstäver
5. Regler för märkets anbringande är samma som för registreringsnummer

Sedan 2006 har konventionen ändrats så att märket kan ingå i registreringsnummerskylten. Inom EU hade man redan infört en sådan regel, genom det blå fält med EU-stjärnorna och nationalitetsmärket som finns till vänster på nyare registreringsskyltar i de flesta medlemsländerna. Dessa räcker som nationalitetsmärke inom unionen och EES, och sedan 2006 alltså även i länder deltagande i Wienkonventionen om vägtrafik.
FN för ett register över landsbeteckningar som skall användas. Beteckningarna har en, två eller tre bokstäver. Sverige har "S", Tyskland, "D" och Italien "I". Nederländerna har "NL", Polen har "PL". Exempel på tre bokstäver är bland annat Irland som har "IRL", Serbien som har "SRB" och Slovenien som har "SLO". Beteckningarna sammanfaller endast i vissa fall med de landskoder som har fastställts av ISO.

## Praktiskt bruk
Nationalitetsmärken på personbilar har blivit mer sällsynta i EU sedan de ersatts av motsvarande märke på själva registerskylten. Detta räcker inom EU/EES och för deltagande länder i Wienkonventionen även i andra länder som deltar i konventionen. I Nordamerika är det inte lika vanligt att man kör över gränsen med bil, så där har det inte funnits behov av reglering.
EU har beslutat att vid körning i EU behöver bilar från EU-länder, då de har nationalitetsmärke på en blå remsa inbyggd i registreringsskylten, inget egentligt nationalitetsmärke.
I många fall har försäljare av nationalitetsmärken försett märkena med extra symboler runt om ovalen eller i vissa fall i den, så att man ofta kan se dem i kombination med andra nationalsymboler eller med symboler för bensinstationskedjor eller liknande som säljer märkena.
I USA är det vanligt att fordonsägare sätter ett nationalitetsmärke på bilen för att markera att han har någon personlig anknytning till det andra landet eller har varit där som turist. En variant är att inte ta bort nationalitetsmärket då någon som köpt bilen utomlands återvänder hem. Detta motsvarar inte avsikten med märkena och kan räknas som falskskyltning.